# Pseudoborbo
Pseudoborbo là một chi bướm ngày thuộc họ Bướm nâu.